# Lepthyphantes maurusius
Lepthyphantes maurusius là một loài nhện trong họ Linyphiidae.
Loài này thuộc chi Lepthyphantes. Lepthyphantes maurusius được Paolo Marcello Brignoli miêu tả năm 1978.